# Oakland Raiders 1979
La stagione 1979 degli Oakland Raiders è stata la decima della franchigia nella National Football League, la 20ª complessiva. Oakland perse tre delle prime quattro gare ma riuscì a salire fino a 6–4, prima di perdere due gare consecutive. Seguirono tre vittorie consecutive prima della ultima gara contro i Seattle Seahawks in cui il club aveva ancora la possibilità di raggiungere una wild card per i playoff. Tuttavia, col quarterback avversario Jim Zorn che passò 314 yard e 2 touchdown, i Raiders furono sconfitti 29–24.

## Scelte nel Draft 1979
| Scelte dei Raiders nel Draft 1979 |        |                |       |                 |
| Turno                             | Scelta | Giocatore      | Ruolo | College         |
| 2                                 | 42     | Willie Jones   | DE    | Florida State   |
| 6                                 | 142    | Ira Matthews   | RB    | Wisconsin       |
| 6                                 | 156    | Henry Williams | DB    | San Diego State |
| 7                                 | 175    | Jack Matia     | DT    | Drake           |
| 8                                 | 209    | Robert Hawkins | RB    | Kentucky        |
| 9                                 | 238    | Jim Rourke     | OT    | Boston College  |
| 10                                | 259    | Ricky Smith    | DB    | Tulane          |
| 11                                | 294    | Bruce Davis    | OT    | UCLA            |
| 12                                | 316    | Dirk Abernathy | DB    | Bowling Green   |
| 12                                | 320    | Reggie Kinlaw  | DT    | Oklahoma        |

## Roster
| Roster degli Oakland Raiders nel 1979 |
| --- |
| Quarterback - 11 David Humm - 12 Ken Stabler Running Back - 26 Clarence Hawkins - 31 Derrick Jensen - 43 Ira Matthews - 34 Booker Russell - 30 Mark van Eeghen FB - 22 Arthur Whittington Wide Receiver - 81 Morris Bradshaw - 21 Cliff Branch - 82 Larry Brunson - 89 Rich Martini Tight End - 87 Dave Casper - 88 Raymond Chester - 46 Todd Christensen - 84 Derrick Ramsey Offensive Linemen - 50 Dave Dalby C - 79 Bruce Davis T - 70 Henry Lawrence T - 65 Mickey Marvin G - 78 Art Shell T - 66 Steve Sylvester G - 63 Gene Upshaw G - 75 John Vella T Defensive Linemen - 73 Dave Browning DE - 90 Willie Jones DE - 62 Reggie Kinlaw DT - 72 John Matuszak DE - 74 Dave Pear DT - 67 Pat Toomay DE Linebacker - 83 Ted Hendricks - 57 John Huddleston - 58 Monte Johnson - 53 Rod Martin - 41 Phil Villapiano Defensive Back - 38 Rufus Bess CB - 36 Mike Davis SS - 37 Lester Hayes CB - 42 Monte Jackson - 32 Jack Tatum FS - 45 Henry Williams CB Special Team - 5 Jim Breech K - 8 Ray Guy P |
| Legenda - I rookie sono in corsivo. - Il primo ruolo è il principale mentre gli eventuali successivi indicano i ruoli secondari. - (IR) sta per Injured Reserve ed indica la lista ristretta per un solo giocatore infortunato che può tornare ad allenarsi dopo la settimana 6 e a rientrare in prima squadra dopo che questa ha giocato 8 partite. - (NF-Inj.) / (NF-Ill.) stanno rispettivamente per Non-Football Injured e Non-Football Illness ed indicano le liste dove viene inserito un giocatore che ha un infortunio o una malattia non dipendente dal football americano. - (PUP) sta per Physically Unable to Perform ed indica la lista dove viene inserito un giocatore mentre è in attesa di recuperare la condizione fisica. Nella stagione regolare dopo la sesta partita giocata dalla propria squadra, il giocatore ha tempo tre settimane per riprendere ad allenarsi, più tre settimane aggiuntive dal suo rientro agli allenamenti per rientrare in prima squadra.                 |

## Calendario

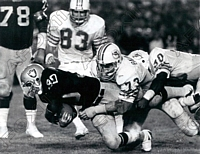
I Raiders contro i Miami Dolphins al Coliseum nel 1979

| Stagione regolare |             |           |                                                       |          |
| Turno             | Avversario  | Risultato | Stadio                                                | Pubblico |
| 1                 | at Rams     | V 24–17   | Los Angeles Memorial Coliseum • Los Angeles           | 59,000   |
| 2                 | at Chargers | S 10–30   | San Diego Stadium • San Diego                         | 50,255   |
| 3                 | at Seahawks | S 10–27   | Kingdome • Seattle, WA                                | 61,602   |
| 4                 | at Chiefs   | S 7–35    | Arrowhead Stadium • Kansas City, Missouri             | 67,821   |
| 5                 | Broncos     | V 27–3    | Oakland–Alameda County Coliseum • Oakland, California | 52,632   |
| 6                 | Dolphins    | V 13–3    | Oakland–Alameda County Coliseum • Oakland, California | 52,419   |
| 7                 | Falcons     | V 50–19   | Oakland–Alameda County Coliseum • Oakland, California | 52,900   |
| 8                 | at Jets     | S 19–28   | Shea Stadium • Queens, New York                       | 55,802   |
| 9                 | Chargers    | V 45–22   | Oakland–Alameda County Coliseum • Oakland, California | 53,709   |
| 10                | 49ers       | V 23–10   | Oakland–Alameda County Coliseum • Oakland, California | 52,764   |
| 11                | at Oilers   | S 17–31   | Astrodome • Houston                                   | 48,614   |
| 12                | Chiefs      | S 21–24   | Oakland–Alameda County Coliseum • Oakland, California | 53,596   |
| 13                | at Broncos  | V 14–10   | Mile High Stadium • Denver, Colorado                  | 74,186   |
| 14                | at Saints   | V 42–35   | Louisiana Superdome • New Orleans                     | 65,541   |
| 15                | Browns      | V 19–14   | Oakland–Alameda County Coliseum • Oakland, California | 52,641   |
| 16                | Seahawks    | S 24–29   | Oakland–Alameda County Coliseum • Oakland, California | 53,177   |

## Classifiche
| AFC West Division     |    |   |   |      |     |      |     |     |     |
|                       | V  | S | P | %    | DIV | CONF | PF  | PS  | STR |
| San Diego Chargers(1) | 12 | 4 | 0 | .750 | 6–2 | 9–3  | 411 | 246 | V2  |
| Denver Broncos(5)     | 10 | 6 | 0 | .625 | 4–4 | 7–5  | 289 | 262 | S2  |
| Seattle Seahawks      | 9  | 7 | 0 | .563 | 3–5 | 6–6  | 378 | 372 | V2  |
| Oakland Raiders       | 9  | 7 | 0 | .563 | 3–5 | 5–7  | 365 | 337 | S1  |
| Kansas City Chiefs    | 7  | 9 | 0 | .438 | 4–4 | 7–7  | 238 | 262 | S1  |